# Himella intractata
Himella intractata là một loài bướm đêm trong họ Noctuidae.